# Scotorythra brunnea
Scotorythra brunnea là một loài bướm đêm trong họ Geometridae.